# ابن الليث
محمد بن أحمد بن محمد الليث كان متحققاً بعلم العدد والهندسة والهيئة، بصيراً بغيرها، ذا مروءة كاملة ونفس طيبة. توفي سنة 455  ببلد من أعمال بلنسية. وقد ذكره صاعد، وذكره أيضاً ابن الأبار القضاعي في تكملة الصلة، وقال: إنه من تلاميذ أبي عبد الله بن برغوث.